# Holoarctia sordida
Holoarctia sordida är en fjärilsart som beskrevs av Mcdunnough 1922. Holoarctia sordida ingår i släktet Holoarctia och familjen björnspinnare. Inga underarter finns listade i Catalogue of Life.